# Крістіан Спренджер
Крістіан Спренджер  (англ. Christian Sprenger, 19 грудня 1985) — австралійський плавець, олімпієць.

## Виступи на Олімпіадах
| Олімпіада   | Дисципліна                    | Місце                 |
| ----------- | ----------------------------- | --------------------- |
| Пекін 2008  | плавання на 100 метрів брасом | 14                    |
| Пекін 2008  | плавання на 200 метрів брасом | 26                    |
| Пекін 2008  | комплексна естафета 4 × 100   | 2 (попередні запливи) |
| Лондон 2012 | плавання на 100 метрів брасом | 2                     |
| Лондон 2012 | комплексна естафета 4 × 100   | 3                     |